# Ditadura Centrocaspiana
```
   |-
       |
Erro:
:  
valor não especificado para "
nome_comum
"
```

A Ditadura Centrocaspiana (em idioma russo: Диктатура Центрокаспия, Diktatura Tsentrokáspiya) foi um governo antibolchevique constituído em Bacu pelos social-revolucionários russos e os armênios do Dashnak em 1 de agosto de 1918, que contou com apoio militar britânico. Incapaz de defender a cidade das invasões otomanas e azerbaijanas, o governo desapareceu em 15 de setembro com a queda da cidade em mãos dos sitiadores.

## Antecedentes
O avanço otomano em direção a Bacu enfraqueceu o controle de Stepán Shaumián e seus camaradas bolcheviques da cidade e do soviete local. Em 25 de julho de 1918, o Soviete rejeitou sua moção para iniciar medidas extraordinárias de recrutamento e abandonar a ideia de solicitar ajuda militar britânica. Shaumyan tentou em vão convencer o Soviética ajuda promissor do Comitê Executivo de Astracã, com recursos limitados e com nenhuma garantia de que a sua ajuda chegar a tempo para a cidade-, minimizando as forças inimigas se aproximando e indicando que os britânicos não podiam enviar unidades suficientes para repelir os otomanos. Lenin, que aconselhou tratar como traição qualquer oposição aos bolcheviques, não pôde garantir o envio de ajuda militar.
No dia 30, os otomanos alcançaram a cidade, mas os bolcheviques continuaram a se recusar a buscar proteção contra os ingleses e prepararam-se para evacuar Bacu com todas as armas que pudessem reunir.
Com a maioria do único soviete a favor da aliança britânica, Shaumian dissolveu-o juntamente com o Sovnarkom local, emitiu uma proclamação acusando o proletariado local de ser enganado pelos socialistas revolucionários, mencheviques e Dashnaks e juntando-se ao resto dos membros do Sovnarkom dissolvido. no dia seguinte. Imediatamente, um novo governo foi formado e os ex-comissários foram presos a poucos quilômetros da costa.

## Novo Governo
A dissolução da Comuna de Bacu foi seguida pela criação da Ditadura Centrocaspiana, formada principalmente por revolucionários sociais russos com o apoio dos nacionalistas armênios. A Conferência dos Comitês de Fábrica da cidade aprovou por grande maioria uma moção representada por socialistas-revolucionários e mencheviques, que concedeu o apoio ao novo governo, condenando como traidores e desertores os ex-comissários detidos, proclamando seu apoio à Assembléia Constituinte da Rússia,  a unidade da Rússia e a defesa da cidade.
O novo Governo solicitou imediatamente ajuda aos britânicos e dedicou-se a garantir o fornecimento de alimentos à cidade, muito deteriorado durante o período da comuna. O general britânico Lionel Dunsterville reuniu, com dificuldade, um pequeno corpo expedicionário de mil e quatrocentos homens que contava, no entanto, com alguma artilharia, metralhadoras e duas carroças blindadas. O plano de Dunsterville não era ser encarregado da defesa da cidade, senão usar sua pouca força para fortalecer a decisão dos defensores de resistir aos otomanos. Dunsterville, que teve que enfrentar os revolucionários por sua decisão de tomar o controle dos navios russos em Anzali e içar a bandeira tsarista, eliminando o vermelho revolucionário - um incidente que foi resolvido levantando a bandeira de cabeça para baixo, transformando-a na bandeira sérvia -, descreveu sua situação como:
um general britânico no mar Cáspio, nunca antes montado por navios britânicos, a bordo de um navio com o nome de um presidente e ex-inimigo sul-africano, prestes a partir de um porto persa sob a bandeira sérvia para ajudar um grupo de armênios. uma revolucionária cidade russa dos turcos.

## Britânicos em Bacu
Dunsterville chegou a Bacu em 17 de agosto, recebido com alvoroço, especialmente pelos armênios, aterrorizados pelo assédio otomano.[6] Suas escassas suas forças, no entanto, desapontaram muitos defensores, que esperavam enormes reforços[6] Por alguns dias, no entanto, a defesa ressurgiu, apesar da grande desorganização que os ingleses encontraram. Os defensores davam prioridade às intermináveis reuniões políticas, não possuíam uma estrutura de comando eficaz e se recusavam a se submeter ao comando de Dunsterville, que queria todas as tropas disponíveis. As desavenças com a ditadura eram constantes.
Embora a fraqueza dos sitiantes favorecesse os sitiados, a impossibilidade de lançar um plano de defesa - devido à sua falta de autoridade sobre as forças da cidade - induziu Dunsterville a anunciar sua determinação de se retirar, uma comunicação que as autoridades receberam mal, ponderando a possibilidade de retê-lo à força.
As relações entre a ditadura e Dunsterville pioraram enquanto os otomanos recebiam reforços e preparavam-se para tomar Bacu. No início da manhã de 14 de setembro e após um bombardeio preliminar, os otomanos entraram no setor mais bem defendido e Dunsterville ordenou a retirada, embora suas forças não tivessem embarcado até a noite para não dar a impressão de abandonar seus aliados. As autoridades descobriram a manobra e ordenaram que dois navios de guerra impedissem que os britânicos zarpassem. Os britânicos desprezaram as ameaças, saíram pouco antes da meia-noite e chegaram a Anzali no dia seguinte.
A ditadura, que negociou secretamente por uma intervenção alemã para com os otomanos, sentiu-se traída pela partida dos britânicos. Os otomanos e os azerbaijaneses haviam rejeitado a mediação alemã e Berlim havia desconsiderado o cerco quando as forças britânicas chegaram - até então, preferia a exploração de petróleo local pelos bolcheviques a capturar o porto de seus aliados otomanos.

## Queda de Bacu
As defesas da cidade caíram pouco depois da evacuação britânica. No dia 15, os azerbaijaneses entraram na cidade, horas depois que algumas forças armênias conseguiram embarcar e ir para Anzali. As unidades otomanas permitiram a vingança do Azerbaijão contra os armênios durante três dias - o que causou quase nove mil mortes, segundo dados do Comitê Nacional Armênio - antes de entrar na cidade.
No dia 17 o governo azerbaijanês, que contava com o beneplácito otomano, se instalou na cidade. Os antigos comissários da comuna, que haviam tentado em vão deixar a cidade duas vezes antes de os otomanos entrarem e terem sido novamente presos, finalmente conseguiram deixar Bacu horas antes de sua captura pelos azerbaijaneses. Forçados pela tripulação de seu navio a ir a um dos portos controlados por forças anti-bolcheviques, eles optaram por Krasnovodsk, onde o poder local estava nas mãos dos revolucionários sociais.  Presos de imediato, foram fuzilados pouco depois, ante a passividade do representante militar britânico, que não impediu o ato.

## Bandeira
Usou-se desde 14 de agosto de 1918 uma bandeira celeste (que simbolizava o mar Caspio) com uma banda vermelha central (o poder operário).